# Challenger de Midland 2024
El Dow Tennis Classic 2024 fue un torneo de tenis profesional jugado en canchas duras. Fue la 30ª edición del torneo y formó parte de los Torneos WTA 125s en 2024. Se llevó a cabo en Midland, Estados Unidos, entre el 4 de noviembre al 10 de noviembre de 2024.

## Cabezas de serie

### Individuales
| Tenista            | Ranking | Preclasificada |
| Renata Zarazúa     | 62      | 1              |
| Tatjana Maria      | 98      | 2              |
| Alycia Parks       | 109     | 3              |
| Maya Joint         | 110     | 4              |
| Ann Li             | 111     | 5              |
| Rebecca Marino     | 114     | 6              |
| Marina Stakusic    | 116     | 7              |
| Lesia Tsurenko     | 122     | 8              |
| Polina Kudermetova | 133     | 9              |

- Ranking del 28 de octubre de 2024.

### Dobles
| Tenista                           | Ranking | Preclasificada |
| Katarzyna Kawa Sabrina Santamaria | 174     | 1              |
| Emily Appleton Maia Lumsden       | 178     | 2              |
| Hailey Baptiste Whitney Osuigwe   | 213     | 3              |
| Carmen Corley Quinn Gleason       | 223     | 4              |

## Campeonas

### Individuales femeninos
Rebecca Marino venció a  Alycia Parks por 6–2, 6–1

### Dobles femenino
Emily Appleton /  Maia Lumsden vencieron a  Ariana Arseneault  /  Mia Kupres por 6–2, 4–6, [10–5]